# 541627 Halmospal
541627 Halmospal este o planetă minoră (asteroid) din centura de asteroizi. A fost descoperită pe 2 octombrie 2011 la Piszkéstetői Obszervatórium⁠(d) de  și a fost numită după Halmos Pál⁠(d). 
Obiectul prezintă o orbită caracterizată de o semiaxă mare de 2,5806867806532 UAi, o excentricitate de 0,1160897424559, o înclinație de 13,563274070479 ° în raport cu ecliptica.